# Pim (Fluss)
Der Pim (russisch Пим) ist ein rechter Nebenfluss des Ob im Westsibirischen Tiefland im Westen des asiatischen Teils Russlands.

## Verlauf
Der Pim entspringt auf dem Sibirischen Landrücken im Autonomen Kreis der Chanten und Mansen nahe der Grenze zum Autonomen Kreis der Jamal-Nenzen. Er durchfließt stark mäandrierend den dünn besiedelten Autonomen Kreis in vorwiegend nord-südlicher Richtung. An seinem Unterlauf liegt die Stadt Ljantor, ein Zentrum der Erdölförderung. Nach 390 km mündet der Fluss nahe dem Dorf Ljamina in den Ob.